# 相即寺
相即寺（そうそくじ）は、東京都八王子市泉町に所在する寺院。宗派は浄土宗。八王子八十八景（歴史・文化の景）に選ばれ、童話の題材にもなっているランドセル地蔵（後述）が有名。八王子城の鬼門除けの寺ともされた。

## 歴史
- 天文15年（1546年） - 忍誉貞安によって開基される[1][4]。
- 慶安元年（1648年） - 第3代将軍徳川家光から朱印状を受ける。4代〜5代、7代〜11代将軍の朱印状が現存している[4]。
- 明和8年（1771年） - 延命閣地蔵堂建立。八王子城合戦での死者の一部の首283人分を埋葬、祀る[5]。
- 安永5年（1776年） - 仏師の田中播磨義知と鋳物師の加藤甚左衛門により高さ1.9mの銅造地蔵菩薩坐像が建立される[6]。

## ランドセル地蔵
昭和20年（1945年）7月8日に原国民学校（現品川区立伊藤学園）から疎開していた9歳の少年が戦闘機からの銃撃を受けて死亡。少年の母親が寺の地蔵堂にある1体の地蔵が息子に似ていることからランドセルを背負わせて供養した。その後童話作家の古世古和子によりランドセル地蔵を題材とした『家出ねこのなぞ』（1979年 新日本出版社 ISBN 9784406012713）、『ランドセルをしょったじぞうさん』（1980年 新日本出版社 ISBN 9784406006910）が発売され知られるようになった。毎年6月23日、7月8日、8月8日に開帳されランドセル地蔵を見ることが出来る。

## その他
1912年刊行の『帝国地名辞典 上巻』によると「相即寺の過去帳に多く八王子北条氏の家臣を載す」という。

## アクセス
京王線京王八王子駅・中央本線（中央線）八王子駅 市11系統、西八王子駅 市01系統「花川」下車